# Lekkoatletyka na Letnich Igrzyskach Olimpijskich 1972 – bieg na 5000 m mężczyzn
Bieg na 5000 metrów mężczyzn podczas XX Letnich Igrzysk Olimpijskich w Monachium rozegrano 7 (eliminacje) i 10 września 1972 (finał) na Stadionie Olimpijskim. Zwycięzcą został reprezentant Finlandii Lasse Virén, który na tych igrzyskach zdobył również złoty medal w biegu na 10 000 metrów. W finale ustanowił rekord olimpijski uzyskując czas 13:26,42.

## Rekordy

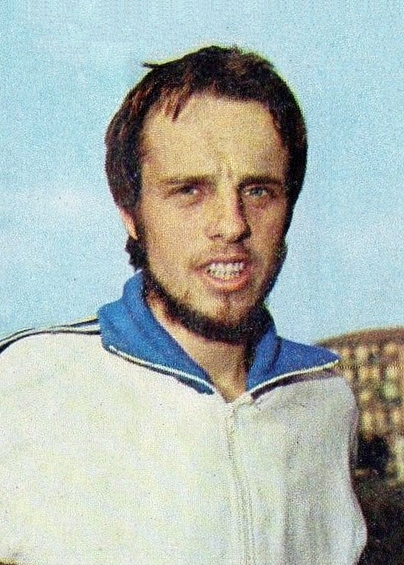
Lasse Virén

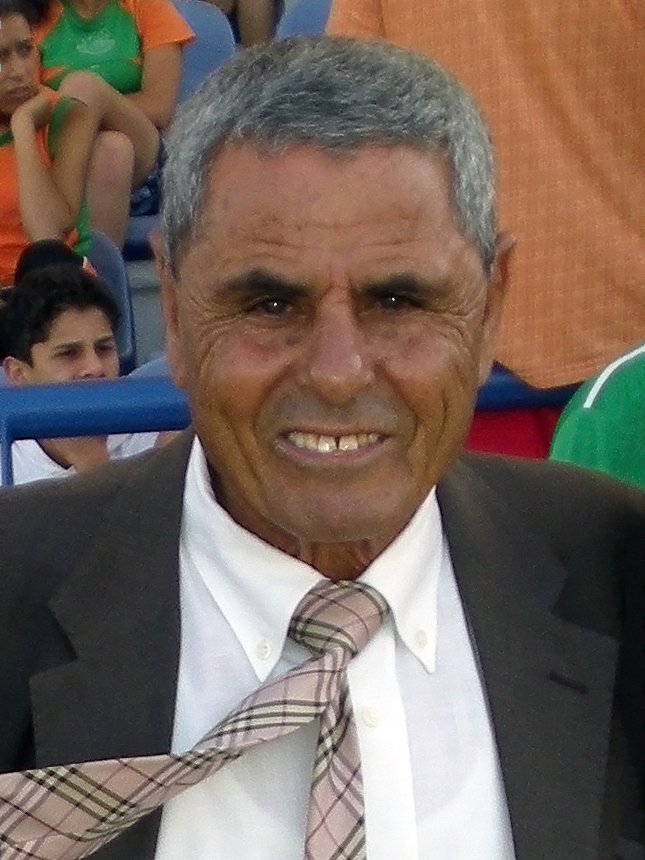
Mohammed Gammoudi

|                   | Zawodnik      | Narodowość | Czas    | Data                   | Miejsce   |
| ----------------- | ------------- | ---------- | ------- | ---------------------- | --------- |
| Rekord świata     | Ron Clarke    | Australia  | 13:16,6 | 5 lipca 1966(dts)      | Sztokholm |
| Rekord olimpijski | Wołodymyr Kuc | ZSRR       | 13:39,6 | 28 listopada 1956(dts) | Melbourne |

## Wyniki
| Poz. - pozycja |
| – rekord świata \| – rekord krajowy \| – rekord życiowy \| = – wyrównany rekord życiowy \| · – najlepszy wynik w sezonie \| = – wyrównany najlepszy wynik w sezonie \| – rekord olimpijski |
| Fn – falstart \| DNF – nie ukończył \| DNS – nie wystartował \| DSQ – zdyskwalifikowany |

### Eliminacje
Rozegrano pięć biegów eliminacyjnych. Do finału awansowało po dwóch najlepszych zawodników z każdego biegu (Q) oraz czterech z najlepszymi czasami spośród pozostałych (q).

#### Bieg 1
| Poz. | Zawodnik          | Narodowość      | Rezultat | Uwagi |
| ---- | ----------------- | --------------- | -------- | ----- |
| 1    | Mohammed Gammoudi | Tunezja         | 13:49,8  | Q     |
| 2    | David Bedford     | Wielka Brytania | 13:49,8  | Q     |
| 3    | Ben Jipcho        | Kenia           | 13:56,8  |       |
| 4    | Anders Gärderud   | Szwecja         | 13:57,2  |       |
| 5    | Michael Keogh     | Irlandia        | 13:57,8  |       |
| 6    | René Goris        | Belgia          | 13:57,8  |       |
| 7    | Arne Risa         | Norwegia        | 14:01,6  |       |
| 8    | Takaharu Koyama   | Japonia         | 14:12,6  |       |
| 9    | Carlos Lopes      | Portugalia      | 14:29,6  |       |
| 10   | Esau Adenji       | Senegal         | 15:19,6  |       |
| 11   | P. C. Suppiah     | Singapur        | 15:36,6  |       |
| –    | Siatka Badji      | Senegal         | DNS      |       |
| –    | Jadour Haddou     | Maroko          | DNS      |       |
| –    | Dane Korica       | Jugosławia      | DNS      |       |

#### Bieg 2
| Poz. | Zawodnik          | Narodowość        | Rezultat | Uwagi |
| ---- | ----------------- | ----------------- | -------- | ----- |
| 1    | Emiel Puttemans   | Belgia            | 13:31,8  | Q,    |
| 2    | Steve Prefontaine | Stany Zjednoczone | 13:32,6  | Q     |
| 3    | Harald Norpoth    | RFN               | 13:33,4  | q     |
| 4    | Javier Álvarez    | Hiszpania         | 13:36,0  | q     |
| 5    | Grant McLaren     | Kanada            | 13:43,8  |       |
| 6    | Pedro Miranda     | Meksyk            | 13:45,2  |       |
| 7    | Władinir Afonin   | ZSRR              | 14:08,6  |       |
| 8    | Raymond Zembri    | Francja           | 14:34,4  |       |
| 9    | Dick Quax         | Nowa Zelandia     | 14:35,2  |       |
| 10   | Gert Kærlin       | Dania             | 14:39,2  |       |
| 11   | Carlos Cuque      | Gwatemala         | 15:53,4  |       |
| –    | Kerry O’Brien     | Australia         | DNS      |       |
| –    | Rafael Pérez      | Kostaryka         | DNS      |       |
| –    | Michaił Żelew     | Bułgaria          | DNS      |       |

#### Bieg 3
| Poz. | Zawodnik            | Narodowość       | Rezultat | Uwagi |
| ---- | ------------------- | ---------------- | -------- | ----- |
| 1    | Ian McCafferty      | Wielka Brytania  | 13:38,2  | Q     |
| 2    | Frank Eisenberg     | NRD              | 13:38,4  | Q     |
| 3    | Per Halle           | Norwegia         | 13:38,6  | q     |
| 4    | Dušan Moravčík      | Czechosłowacja   | 13:40,4  |       |
| 5    | Paul Mose           | Kenia            | 13:41,4  |       |
| 6    | Tapio Kantanen      | Finlandia        | 13:42,0  |       |
| 7    | Tony Benson         | Australia        | 13:42,8  |       |
| 8    | Boualem Rahoui      | Algieria         | 13:45,0  |       |
| 9    | Tekle Fitinsa       | Etiopia          | 13:50,4  |       |
| 10   | Dick Tayler         | Nowa Zelandia    | 13:56,2  |       |
| 11   | Edward Sequeira     | Indie            | 14:01,4  |       |
| 12   | John Hartnett       | Irlandia         | 14:34,6  |       |
| 13   | Abdullah Al-Mabrouk | Arabia Saudyjska | 15:51,0  |       |
| –    | Jos Hermens         | Holandia         | DNS      |       |

#### Bieg 4
| Poz. | Zawodnik           | Narodowość        | Rezultat | Uwagi |
| ---- | ------------------ | ----------------- | -------- | ----- |
| 1    | Juha Väätäinen     | Finlandia         | 13:32,8  | Q     |
| 2    | Ian Stewart        | Wielka Brytania   | 13:33,0  | Q     |
| 3    | Mariano Haro       | Hiszpania         | 13:36,4  | q     |
| 4    | Tolossa Kotu       | Etiopia           | 13:46,2  |       |
| 5    | Willy Polleunis    | Belgia            | 13:52,6  |       |
| 6    | Nikołaj Pukłakow   | ZSRR              | 13:57,6  |       |
| 7    | Mario Pérez        | Meksyk            | 13:58,2  |       |
| 8    | Leonard Hilton     | Stany Zjednoczone | 14:07,2  |       |
| 9    | Wolfgang Riesinger | RFN               | 14:15,2  |       |
| 10   | Knut Børø          | Norwegia          | 14:15,8  |       |
| 11   | Jørn Lauenborg     | Dania             | 14:18,8  |       |
| 12   | Evans Mogaka       | Kenia             | 14:37,2  |       |
| 13   | Damiano Musonda    | Zambia            | 14:37,4  |       |
| –    | Abdel Hamid Khamis | Egipt             | DNS      |       |

#### Bieg 5
| Poz. | Zawodnik             | Narodowość        | Rezultat | Uwagi |
| ---- | -------------------- | ----------------- | -------- | ----- |
| 1    | Lasse Virén          | Finlandia         | 13:38,4  | Q     |
| 2    | Nikołaj Swiridow     | ZSRR              | 13:38,4  | Q     |
| 3    | Josef Jánský         | Czechosłowacja    | 13:39,8  |       |
| 4    | George Young         | Stany Zjednoczone | 13:41,2  |       |
| 5    | Edmundo Warnke       | Chile             | 13:43,6  |       |
| 6    | Bob Finlay           | Kanada            | 13:44,0  |       |
| 7    | Keisuke Sawaki       | Japonia           | 13:44,8  |       |
| 8    | Bronisław Malinowski | Polska            | 13:48,2  |       |
| 9    | Jürgen May           | RFN               | 14:06,6  |       |
| 10   | Gavin Thorley        | Nowa Zelandia     | 14:11,6  |       |
| 11   | Hikmet Şen           | Turcja            | 14:26,0  |       |
| 12   | Fritz Rüegsegger     | Szwajcaria        | 14:54,2  |       |
| 13   | Usaia Sotutu         | Fidżi             | 15:24,2  |       |
| –    | Crispin Quispe       | Boliwia           | DNS      |       |
| –    | Miruts Yifter        | Etiopia           | DNS      |       |

### Finał
| Poz. | Zawodnik          | Narodowość        | Rezultat | Uwagi |
| ---- | ----------------- | ----------------- | -------- | ----- |
| 1    | Lasse Virén       | Finlandia         | 13:26,42 | [ 1 ] |
| 2    | Mohammed Gammoudi | Tunezja           | 13:27,33 |       |
| 3    | Ian Stewart       | Wielka Brytania   | 13:27,61 |       |
| 4    | Steve Prefontaine | Stany Zjednoczone | 13:28,25 |       |
| 5    | Emiel Puttemans   | Belgia            | 13:30,82 |       |
| 6    | Harald Norpoth    | RFN               | 13:32,58 |       |
| 7    | Per Halle         | Norwegia          | 13:34,38 | [ 3 ] |
| 8    | Nikołaj Swiridow  | ZSRR              | 13:39,31 |       |
| 9    | Frank Eisenberg   | NRD               | 13:40,84 |       |
| 10   | Javier Álvarez    | Hiszpania         | 13:41,83 |       |
| 11   | Ian McCafferty    | Wielka Brytania   | 13:43,20 |       |
| 12   | David Bedford     | Wielka Brytania   | 13:43,22 |       |
| 13   | Juha Väätäinen    | Finlandia         | 13:53,86 |       |
| –    | Mariano Haro      | Hiszpania         | DNS      |       |